# 1406
- Wikisource

| Calendário gregoriano                                                        | 1406 MCDVI                                           |
| Ab urbe condita                                                              | 2159                                                 |
| Calendário arménio                                                           | 855 – 856                                            |
| Calendário bahá'í                                                            | -438 – -437                                          |
| Calendário budista                                                           | 1950                                                 |
| Calendário chinês                                                            | 4102 – 4103 Início a 20 de janeiro (aproximadamente) |
| Calendário copta                                                             | 1122 – 1123                                          |
| Calendário etíope                                                            | 1398 – 1399                                          |
| Calendários hindus - Vikram Samvat - Calendário nacional indiano - Cáli Iuga | 1461 – 1462 1327 – 1328 4506 – 4507                  |
| Calendário Holoceno                                                          | 11406                                                |
| Calendário islâmico                                                          | 809 – 810                                            |
| Calendário judaico                                                           | 5166 – 5167                                          |
| Calendário persa                                                             | 784 – 785                                            |
| Calendário rúnico                                                            | 1656                                                 |
| Calendário solar tailandês                                                   | 1949                                                 |

1406 (MCDVI, na numeração romana) foi um ano comum do século XV do Calendário Juliano, da Era de Cristo, a sua letra dominical foi C (52 semanas), teve início a uma sexta-feira e terminou também a uma sexta-feira.
No reino de Portugal estava ainda em vigor a Era de César que já contava 1444 anos.
| Ano completo                       |
| ---------------------------------- |
| Ano comum com início à sexta-feira |

## Eventos
- Érico da Pomerânia casa com Filipa de Inglaterra.

## Nascimentos
- Jorge da Costa, "cardeal Alpedrinha", português (m. 1508).

## Mortes
- 19 de Março - ibne Caldune, historiador árabe.
- 04 de Abril - Rei Roberto III da Escócia (n. 1337).
- 04 de Maio - Coluccio Salutati, foi humanista, filósofo, literato e chanceler italiano (n. 1331).
- 6 de Novembro - Papa Inocêncio VII
- Toquetamis, cã da Horda Dourada, deposto por Tamerlão.
- Henrique III, rei de Castela (m. 1379).